# Jean Zerbo

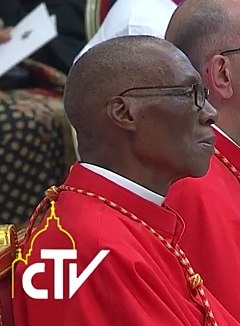
Jean Kardinal Zerbo (Juni 2017)

Kardinalswappen von Jean Zerbo

Jean Kardinal Zerbo (* 27. Dezember 1943 in Ségou) ist ein malischer Geistlicher und emeritierter römisch-katholischer Erzbischof von Bamako.

## Leben
Jean Zerbo empfing am 10. Juli 1971 durch Bischof Pierre Louis Leclerc MAfr das Sakrament der Priesterweihe für das Bistum Ségou.
Am 21. Juni 1988 ernannte ihn Papst Johannes Paul II. zum Titularbischof von Accia und bestellte ihn zum Weihbischof in Bamako. Der Präfekt der Kongregation für die Evangelisierung der Völker, Jozef Kardinal Tomko, spendete ihm am 20. November desselben Jahres die Bischofsweihe; Mitkonsekratoren waren der Erzbischof von Bamako, Luc Auguste Sangaré, und der emeritierte Bischof von San, Joseph Paul Barnabé Perrot MAfr. Am 19. Dezember 1994 ernannte ihn Johannes Paul II. zum Bischof von Mopti. Die Ernennung zum Erzbischof von Bamako erfolgte am 27. Juni 1998.
Im Konsistorium vom 28. Juni 2017 nahm ihn Papst Franziskus als Kardinalpriester mit der Titelkirche Sant’Antonio da Padova in Via Tuscolana in das Kardinalskollegium auf. Die Besitzergreifung seiner Titelkirche fand am 12. November desselben Jahres statt.
Am 4. Oktober 2017 ernannte ihn Papst Franziskus zum Mitglied der Kongregation für die Evangelisierung der Völker. Am 23. Dezember 2017 ernannte ihn der Papst zum Mitglied des Dikasteriums für Laien, Familie und Leben.
Am 25. Juli 2024 nahm Papst Franziskus seinen altersbedingten Rücktritt an.